# Tesáre
Tesáre (in ungherese Nyitrateszér) è un comune della Slovacchia facente parte del distretto di Topoľčany, nella regione di Nitra.